# Hollandia a 2014. évi téli olimpiai játékokon

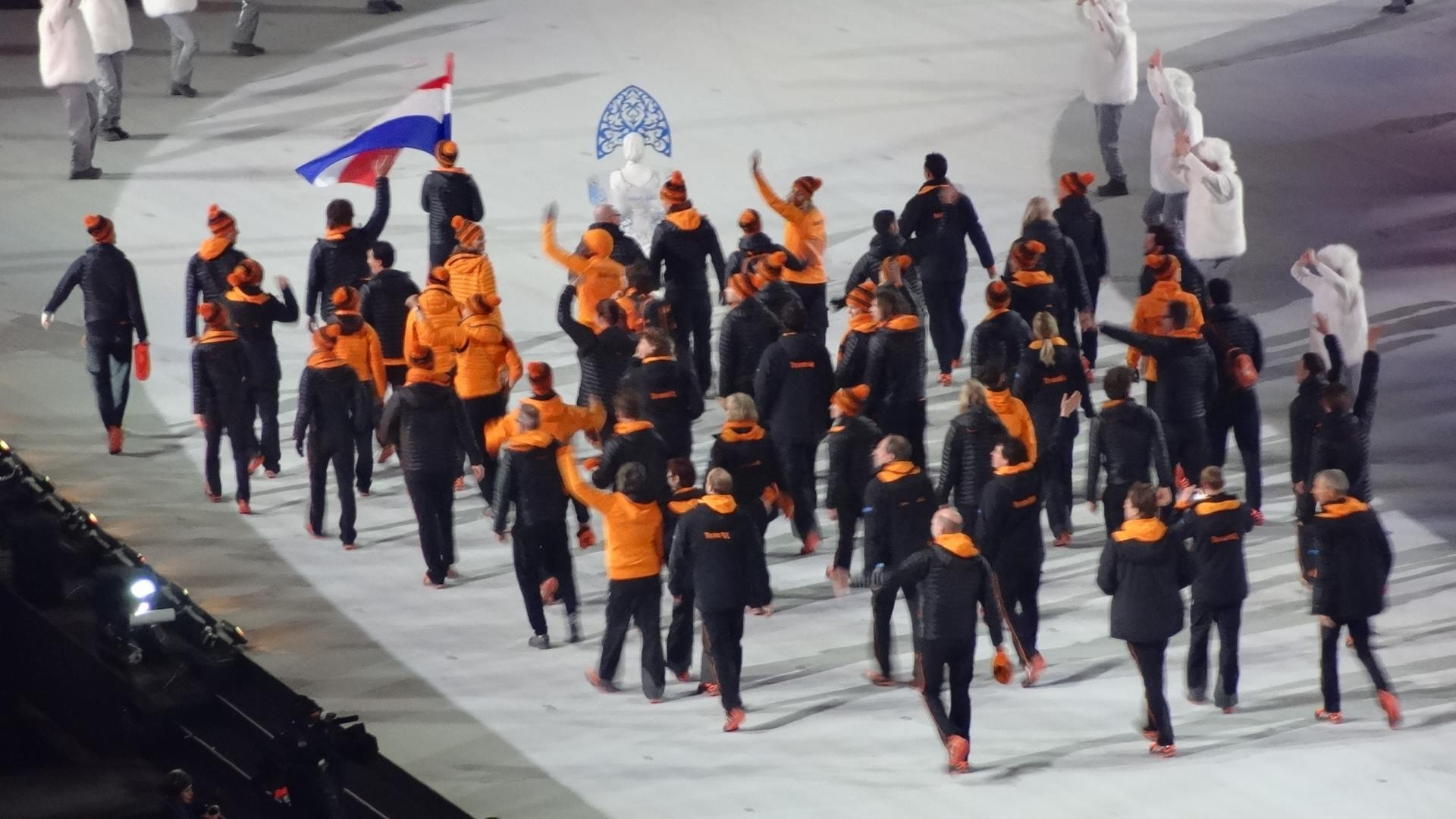
Hollandia olimpiai küldöttsége a megnyitón

Hollandia az oroszországi Szocsiban megrendezett 2014. évi téli olimpiai játékok egyik részt vevő nemzete volt. Az országot az olimpián 4 sportágban 41 sportoló képviselte, akik összesen 24 érmet szereztek.
Ez volt Hollandia legsikeresebb téli olimpiai szereplése 2014-ig. A 24 éremből 23-at gyorskorcsolyában, 1-et rövidpályás gyorskorcsolyában szereztek. Négy versenyszámban mindhárom dobogós holland volt.

## Érmesek
| Érem  | Versenyző                                                 | Sportág                    | Versenyszám    |
| ----- | --------------------------------------------------------- | -------------------------- | -------------- |
| Arany | Michel Mulder                                             | Gyorskorcsolya             | Férfi 500 m    |
| Arany | Stefan Groothuis                                          | Gyorskorcsolya             | Férfi 1000 m   |
| Arany | Sven Kramer                                               | Gyorskorcsolya             | Férfi 5000 m   |
| Arany | Jorrit Bergsma                                            | Gyorskorcsolya             | Férfi 10 000 m |
| Arany | Jorien ter Mors                                           | Gyorskorcsolya             | Női 1500 m     |
| Arany | Ireen Wüst                                                | Gyorskorcsolya             | Női 3000 m     |
| Arany | Jan Blokhuijsen Sven Kramer Koen Verweij                  | Gyorskorcsolya             | Férfi csapat   |
| Arany | Lotte van Beek Marrit Leenstra Jorien ter Mors Ireen Wüst | Gyorskorcsolya             | Női csapat     |
| Ezüst | Jan Smeekens                                              | Gyorskorcsolya             | Férfi 500 m    |
| Ezüst | Koen Verweij                                              | Gyorskorcsolya             | Férfi 1500 m   |
| Ezüst | Jan Blokhuijsen                                           | Gyorskorcsolya             | Férfi 5000 m   |
| Ezüst | Sven Kramer                                               | Gyorskorcsolya             | Férfi 10 000 m |
| Ezüst | Ireen Wüst                                                | Gyorskorcsolya             | Női 1000 m     |
| Ezüst | Ireen Wüst                                                | Gyorskorcsolya             | Női 1500 m     |
| Ezüst | Ireen Wüst                                                | Gyorskorcsolya             | Női 5000 m     |
| Bronz | Ronald Mulder                                             | Gyorskorcsolya             | Férfi 500 m    |
| Bronz | Michel Mulder                                             | Gyorskorcsolya             | Férfi 1000 m   |
| Bronz | Jorrit Bergsma                                            | Gyorskorcsolya             | Férfi 5000 m   |
| Bronz | Bob de Jong                                               | Gyorskorcsolya             | Férfi 10 000 m |
| Bronz | Margot Boer                                               | Gyorskorcsolya             | Női 500 m      |
| Bronz | Margot Boer                                               | Gyorskorcsolya             | Női 1000 m     |
| Bronz | Lotte van Beek                                            | Gyorskorcsolya             | Női 1500 m     |
| Bronz | Carien Kleibeuker                                         | Gyorskorcsolya             | Női 5000 m     |
| Bronz | Sjinkie Knegt                                             | Rövidpályás gyorskorcsolya | Férfi 1000 m   |

## Bob
Férfi
| Versenyző                                                        | Versenyszám | 1. futam | 1. futam | 2. futam | 2. futam | 3. futam | 3. futam | 4. futam | 4. futam | Összesítés | Összesítés |
| Versenyző                                                        | Versenyszám | Idő      | Hely.    | Idő      | Hely.    | Idő      | Hely.    | Idő      | Hely.    | Idő        | Helyezés   |
| ---------------------------------------------------------------- | ----------- | -------- | -------- | -------- | -------- | -------- | -------- | -------- | -------- | ---------- | ---------- |
| Edwin van Calker* Bror van der Zijde                             | Kettes      | 57,54    | =21.     | 57,46    | 21.      | 57,38    | =18.     | 56,95    | 15.      | 3:49,33    | 17.        |
| Sybren Jansma Arno Klaassen Edwin van Calker* Bror van der Zijde | Négyes      | 55,55    | 13.      | 55,57    | 15.      | 55,82    | 12.      | 55,75    | 12.      | 3:42,69    | 9.         |

Női
| Versenyző                 | Versenyszám | 1. futam | 1. futam | 2. futam | 2. futam | 3. futam | 3. futam | 4. futam | 4. futam | Összesítés | Összesítés |
| Versenyző                 | Versenyszám | Idő      | Hely.    | Idő      | Hely.    | Idő      | Hely.    | Idő      | Hely.    | Idő        | Helyezés   |
| ------------------------- | ----------- | -------- | -------- | -------- | -------- | -------- | -------- | -------- | -------- | ---------- | ---------- |
| Esmé Kamphuis* Judith Vis | Kettes      | 57,94    | 5.       | 58,10    | 6.       | 58,20    | 6.       | 58,03    | 2.       | 3:52,27    | 4.         |

* – a bob vezetője

## Gyorskorcsolya

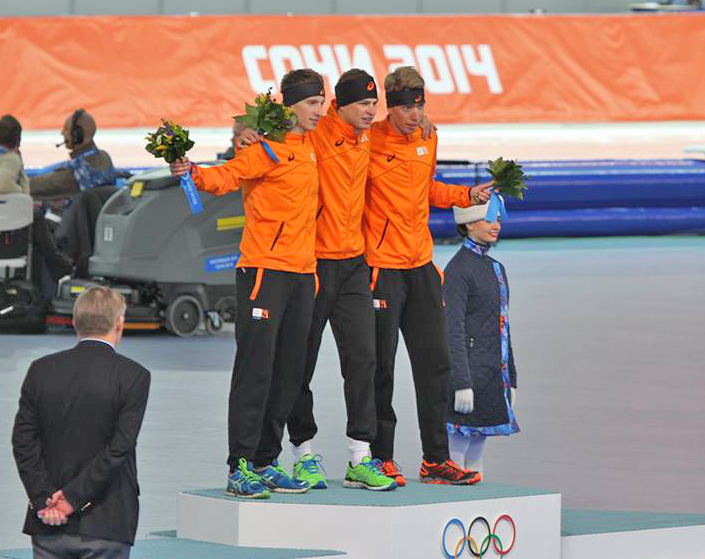
A férfi 5000 méteres versenyszám eredményhirdetése.
1) Sven Kramer
2) Jan Blokhuijsen
3) Jorrit Bergsma

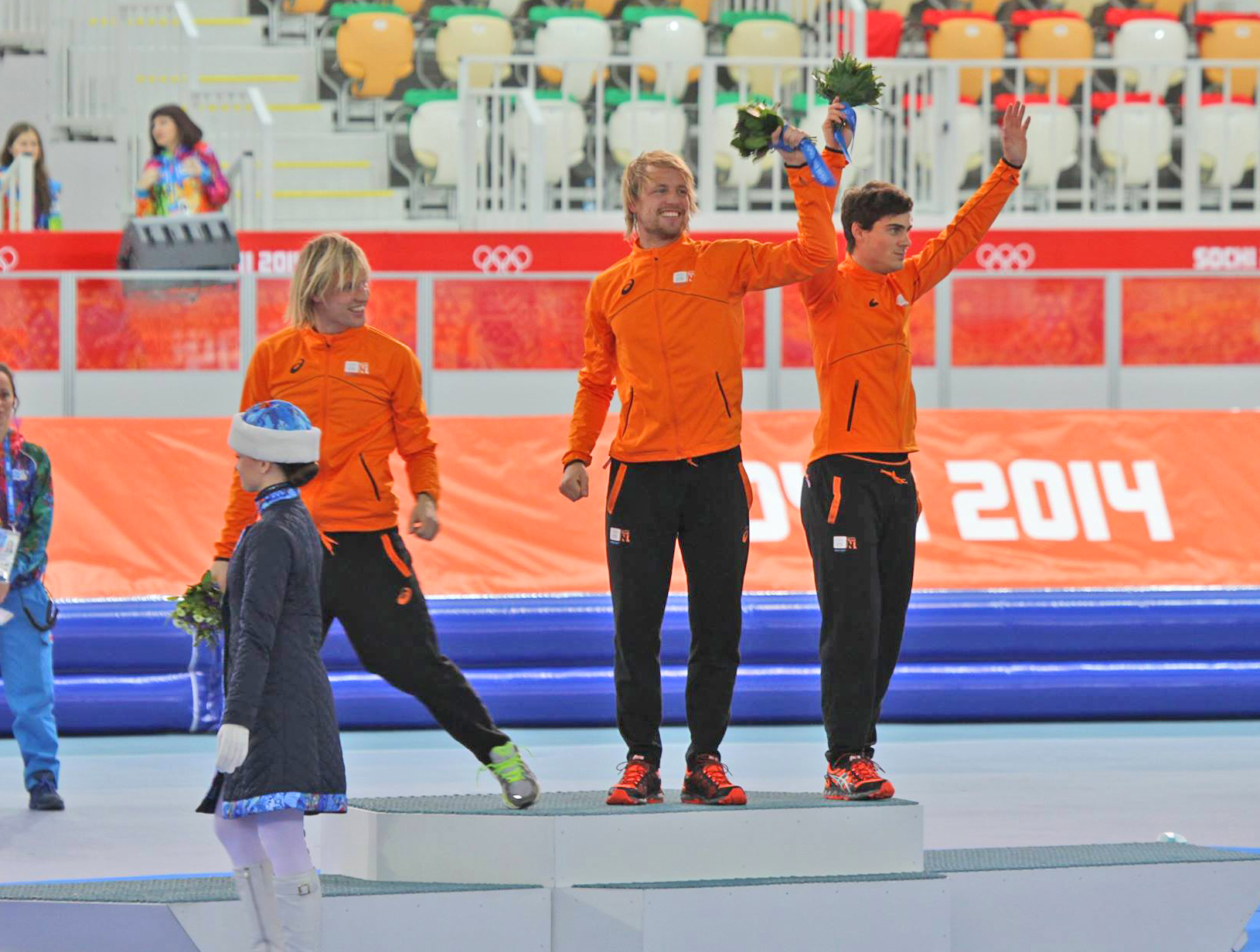
A férfi 500 méteres versenyszám eredményhirdetése.
1) Michel Mulder
2) Jan Smeekens
3) Ronald Mulder

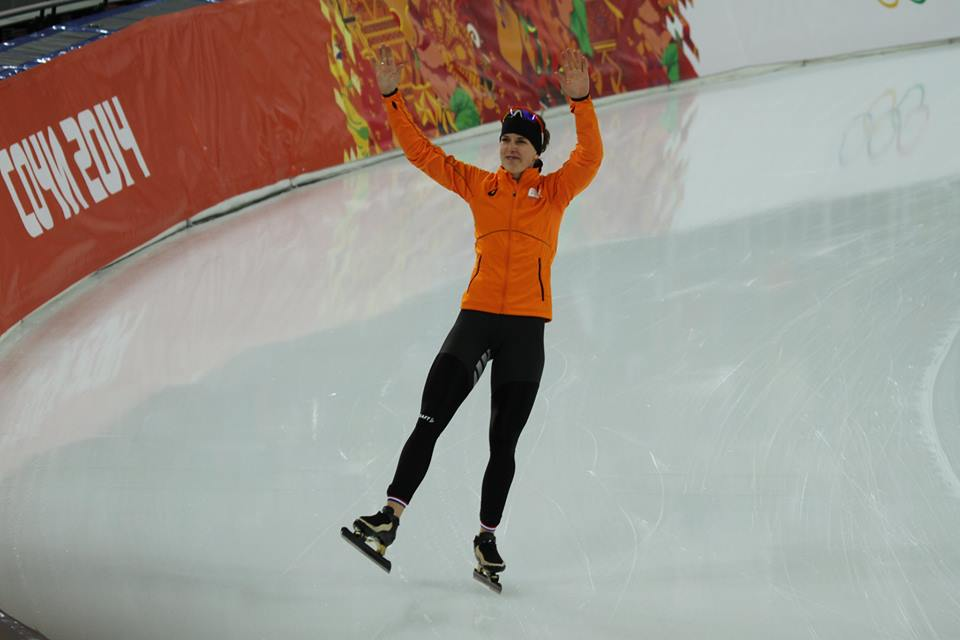
Ireen Wüst, a női 3000 m győztese

Férfi
| Versenyző        | Versenyszám | 1. futam | 1. futam | 2. futam | 2. futam | Eredmény | Helyezés |
| Versenyző        | Versenyszám | Idő      | Hely.    | Idő      | Hely.    | Eredmény | Helyezés |
| ---------------- | ----------- | -------- | -------- | -------- | -------- | -------- | -------- |
| Jorrit Bergsma   | 5000 m      |          |          |          |          | 6:16,66  |          |
| Jorrit Bergsma   | 10 000 m    |          |          |          |          | 12:44,45 |          |
| Jan Blokhuijsen  | 1500 m      |          |          |          |          | 1:46,50  | 13.      |
| Jan Blokhuijsen  | 5000 m      |          |          |          |          | 6:15,71  |          |
| Bob de Jong      | 10 000 m    |          |          |          |          | 13:07,19 |          |
| Stefan Groothuis | 500 m       | 35,42    | 24.      | 56,81    | 39.      | 92,24    | 38.      |
| Stefan Groothuis | 1000 m      |          |          |          |          | 1:08,39  |          |
| Stefan Groothuis | 1500 m      |          |          |          |          | 1:46,08  | 12.      |
| Sven Kramer      | 5000 m      |          |          |          |          | 6:10,76  |          |
| Sven Kramer      | 10 000 m    |          |          |          |          | 12:49,02 |          |
| Michel Mulder    | 500 m       | 34,63    | 2.       | 34,67    | 2.       | 69,31    |          |
| Michel Mulder    | 1000 m      |          |          |          |          | 1:08,74  |          |
| Ronald Mulder    | 500 m       | 34,97    | 6.       | 34,49    | 1.       | 69,46    |          |
| Jan Smeekens     | 500 m       | 34,59    | 1.       | 34,72    | 3.       | 69,32    |          |
| Mark Tuitert     | 1000 m      |          |          |          |          | 1:09,29  | 10.      |
| Mark Tuitert     | 1500 m      |          |          |          |          | 1:45,42  | 5.       |
| Koen Verweij     | 1000 m      |          |          |          |          | 1:09,09  | 6.       |
| Koen Verweij     | 1500 m      |          |          |          |          | 1:45,009 |          |

Női
| Versenyző              | Versenyszám | 1. futam | 1. futam | 2. futam | 2. futam | Eredmény | Helyezés |
| Versenyző              | Versenyszám | Idő      | Hely.    | Idő      | Hely.    | Eredmény | Helyezés |
| ---------------------- | ----------- | -------- | -------- | -------- | -------- | -------- | -------- |
| Margot Boer            | 500 m       | 37,77    | 5.       | 37,71    | 3.       | 75,48    |          |
| Margot Boer            | 1000 m      |          |          |          |          | 1:14,90  |          |
| Antoinette de Jong     | 3000 m      |          |          |          |          | 4:06,77  | 7.       |
| Carien Kleibeuker      | 5000 m      |          |          |          |          | 6:55,66  |          |
| Marrit Leenstra        | 500 m       | 39,03    | 21.      | 38,70    | 16.      | 77,74    | 19.      |
| Marrit Leenstra        | 1000 m      |          |          |          |          | 1:15,15  | 6.       |
| Marrit Leenstra        | 1500 m      |          |          |          |          | 1:56,40  | 4.       |
| Yvonne Nauta           | 5000 m      |          |          |          |          | 7:01,76  | 6.       |
| Jorien ter Mors        | 1500 m      |          |          |          |          | 1:53,51  |          |
| Lotte van Beek         | 500 m       | 38,67    | 15.      | 38,73    | 17.      | 77,40    | 16.      |
| Lotte van Beek         | 1000 m      |          |          |          |          | 1:15,10  | 5.       |
| Lotte van Beek         | 1500 m      |          |          |          |          | 1:54,54  |          |
| Annouk van der Weijden | 3000 m      |          |          |          |          | 4:05,75  | 5.       |
| Laurine van Riessen    | 500 m       | 38,645   | 14.      | 38,35    | 9.       | 76,99    | 11.      |
| Ireen Wüst             | 1000 m      |          |          |          |          | 1:14,69  |          |
| Ireen Wüst             | 1500 m      |          |          |          |          | 1:54,09  |          |
| Ireen Wüst             | 3000 m      |          |          |          |          | 4:00,34  |          |
| Ireen Wüst             | 5000 m      |          |          |          |          | 6:54,28  |          |

Csapatverseny
| Versenyző                                                 | Versenyszám | Negyeddöntő                                                                               | Negyeddöntő | Elődöntő                                                                              | Elődöntő  | Döntő | Döntő                                                                                           | Döntő     | Helyezés |
| Versenyző                                                 | Versenyszám | Ellenfél Idő                                                                              | Saját idő   | Ellenfél Idő                                                                          | Saját idő | Típus | Ellenfél Idő                                                                                    | Saját idő | Helyezés |
| --------------------------------------------------------- | ----------- | ----------------------------------------------------------------------------------------- | ----------- | ------------------------------------------------------------------------------------- | --------- | ----- | ----------------------------------------------------------------------------------------------- | --------- | -------- |
| Jan Blokhuijsen Sven Kramer Koen Verweij                  | Férfi       | Franciaország (FRA) · Alexis Contin · Ewen Fernandez · Benjamin Macé · 3:53,17            | 3:44,48     | Lengyelország (POL) · Zbigniew Bródka · Konrad Niedźwiedzki · Jan Szymański · 3:52,08 | 3:40,79   | A     | Dél-Korea (KOR) · Joo Hyong-jun · Cheol Min Kim · Lee Seung-hoon · 3:40,85                      | 3:37,71   |          |
| Lotte van Beek Marrit Leenstra Jorien ter Mors Ireen Wüst | Női         | Egyesült Államok (USA) · Brittany Bowe · Heather Richardson · Jilleanne Rookard · 3:02,21 | 2:58,61     | Japán (JPN) · Ayaka Kikuchi · Misaki Oshigiri · Nana Takagi · 3:10,19                 | 2:58,43   | A     | Lengyelország (POL) · Katarzyna Bachleda-Curuś · Katarzyna Woźniak · Luiza Złotkowska · 3:05,55 | 2:58,05   |          |

## Rövidpályás gyorskorcsolya
Férfi
| Versenyző                                                       | Versenyszám      | Előfutam | Előfutam | Negyeddöntő | Negyeddöntő | Elődöntő | Elődöntő | B döntő  | B döntő | Döntő    | Döntő   | Helyezés    |
| Versenyző                                                       | Versenyszám      | Idő      | Hely.    | Idő         | Hely.       | Idő      | Hely.    | Idő      | Hely.   | Idő      | Hely.   | Helyezés    |
| --------------------------------------------------------------- | ---------------- | -------- | -------- | ----------- | ----------- | -------- | -------- | -------- | ------- | -------- | ------- | ----------- |
| Niels Kerstholt                                                 | 500 m            | 42,441   | 3.       | kiesett     | kiesett     | kiesett  | kiesett  | kiesett  | kiesett | kiesett  | kiesett | 24.         |
| Niels Kerstholt                                                 | 1000 m           | 1:25,695 | 3.       | kiesett     | kiesett     | kiesett  | kiesett  | kiesett  | kiesett | kiesett  | kiesett | 19.         |
| Niels Kerstholt                                                 | 1500 m           | 2:13,848 | 1.       |             |             | 2:17,134 | 6.       | kiesett  | kiesett | kiesett  | kiesett | 16.         |
| Freek van der Wart                                              | 500 m            | 41,190   | 2.       | 1:01,371    | 3.          | kiesett  | kiesett  | kiesett  | kiesett | kiesett  | kiesett | 10.         |
| Freek van der Wart                                              | 1000 m           | büntetés | büntetés | kiesett     | kiesett     | kiesett  | kiesett  | kiesett  | kiesett | kiesett  | kiesett | helyezetlen |
| Sjinkie Knegt                                                   | 500 m            | 41,235   | 1.       | 41,683      | 1.          | 41,290   | 3.       | 42,608   | 4.      |          |         | 8.          |
| Sjinkie Knegt                                                   | 1000 m           | 1:26,091 | 2.       | 1:25,695    | 2.          | 1:27,258 | 3. ADV   |          |         | 1:25,611 | 3.      |             |
| Sjinkie Knegt                                                   | 1500 m           | 2:14,249 | 3.       |             |             | 2:14,677 | 3.       | 2:39,581 | 5.      |          |         | 12.         |
| Daan Breeuwsma Niels Kerstholt Sjinkie Knegt Freek van der Wart | 5000 méter váltó |          |          |             |             | 6:45,385 | 1.       |          |         | 6:49,149 | 4.      | 4.          |

Női
| Versenyző                                                           | Versenyszám      | Előfutam | Előfutam | Negyeddöntő | Negyeddöntő | Elődöntő | Elődöntő | B döntő  | B döntő | Döntő    | Döntő   | Helyezés    |
| Versenyző                                                           | Versenyszám      | Idő      | Hely.    | Idő         | Hely.       | Idő      | Hely.    | Idő      | Hely.   | Idő      | Hely.   | Helyezés    |
| ------------------------------------------------------------------- | ---------------- | -------- | -------- | ----------- | ----------- | -------- | -------- | -------- | ------- | -------- | ------- | ----------- |
| Lara van Ruijven                                                    | 500 m            | 44,023   | 3.       | kiesett     | kiesett     | kiesett  | kiesett  | kiesett  | kiesett | kiesett  | kiesett | 17.         |
| Jorien ter Mors                                                     | 500 m            | 44,262   | 1.       | 43,572      | 2.          | 44,242   | 4.       | 44,311   | 3.      |          |         | 6.          |
| Jorien ter Mors                                                     | 1000 m           | 1:46,661 | 3.       | 1:29,119    | 2.          | 1:30,481 | 3.       | 1:36,835 | 1.      |          |         | 5.          |
| Jorien ter Mors                                                     | 1500 m           | 2:21,626 | 1.       |             |             | 2:19,382 | 2.       |          |         | 2:19,656 | 4.      | 4.          |
| Yara van Kerkhof                                                    | 500 m            | 44,044   | 2.       | 43,888      | 3.          | kiesett  | kiesett  | kiesett  | kiesett | kiesett  | kiesett | 11.         |
| Yara van Kerkhof                                                    | 1000 m           | 1:29,980 | 3.       | kiesett     | kiesett     | kiesett  | kiesett  | kiesett  | kiesett | kiesett  | kiesett | 18.         |
| Yara van Kerkhof                                                    | 1500 m           | 2:26,809 | 3.       |             |             | 2:20,291 | 5.       | kiesett  | kiesett | kiesett  | kiesett | 15.         |
| Jorien ter Mors Sanne van Kerkhof Yara van Kerkhof Lara van Ruijven | 3000 méter váltó |          |          |             |             | büntetés | büntetés | kiesett  | kiesett | kiesett  | kiesett | helyezetlen |

## Snowboard
Parallel
| Versenyző           | Versenyszám               | Selejtező | Selejtező | Nyolcaddöntő                | Negyeddöntő       | Elődöntő          | Döntő             | Helyezés |
| Versenyző           | Versenyszám               | Idő       | Hely.     | Ellenfél Eredmény           | Ellenfél Eredmény | Ellenfél Eredmény | Ellenfél Eredmény | Helyezés |
| ------------------- | ------------------------- | --------- | --------- | --------------------------- | ----------------- | ----------------- | ----------------- | -------- |
| Michelle Dekker     | Női parallel slalom       | 1:05,66   | 19.       | kiesett                     | kiesett           | kiesett           | kiesett           | 19.      |
| Michelle Dekker     | Női parallel giant slalom | 1:53,74   | 22.       | kiesett                     | kiesett           | kiesett           | kiesett           | 22.      |
| Nicolien Sauerbreij | Női parallel slalom       | 1:05,69   | 20.       | kiesett                     | kiesett           | kiesett           | kiesett           | 20.      |
| Nicolien Sauerbreij | Női parallel giant slalom | 1:47,22   | 4.        | Ina Meschik (AUT) · V +0,05 | kiesett           | kiesett           | kiesett           | 10.      |

Akrobatika
| Versenyző        | Versenyszám    | Selejtező | Selejtező | Selejtező | Elődöntő | Elődöntő | Elődöntő | Döntő    | Döntő    | Helyezés |
| Versenyző        | Versenyszám    | 1. futam  | 2. futam  | Hely.     | 1. futam | 2. futam | Hely.    | 1. futam | 2. futam | Helyezés |
| ---------------- | -------------- | --------- | --------- | --------- | -------- | -------- | -------- | -------- | -------- | -------- |
| Dimi de Jong     | Férfi halfpipe | 25,25     | 64,25     | 12.       | kiesett  | kiesett  | kiesett  | kiesett  | kiesett  | 24.      |
| Dolf van der Wal | Férfi halfpipe | 25,50     | 62,50     | 14.       | kiesett  | kiesett  | kiesett  | kiesett  | kiesett  | 26.      |
| Cheryl Maas      | Női slopestyle | 18,00     | 31,25     | 9.        | 30,75    | 14,75    | 12.      | kiesett  | kiesett  | 20.      |

Snowboard cross
| Versenyző     | Versenyszám | Selejtező | Selejtező | Negyeddöntő | Elődöntő | Döntő    | Helyezés |
| Versenyző     | Versenyszám | Idő       | Hely.     | Helyezés    | Helyezés | Helyezés | Helyezés |
| ------------- | ----------- | --------- | --------- | ----------- | -------- | -------- | -------- |
| Bell Berghuis | Női         | 1:28,19   | 22.       | 5.          | kiesett  | kiesett  | 20.      |